# Couepia canomensis
Couepia canomensis là một loài thực vật có hoa trong họ Cám. Loài này được (Mart.) Benth. ex Hook.f. mô tả khoa học đầu tiên năm 1867.